# オル・イェフダ
オル・イェフダ（Or Yehuda、ヘブライ語: אוֹר יְהוּדָה‎）は、イスラエルのテルアビブ地区内に位置する都市。イスラエル中央統計局によると、2012年末時点の人口は、35,262人であった。

## 人口
イスラエル中央統計局によると、2001年における当市の民族構成は、ユダヤ人が100%であった。2001年には、男性13,900人に対し、女性14,000人が住んでいた。人口のうち、19歳以下が34%、20歳から29歳が17.7%、30歳から44歳が20.5%、45歳から59歳が15.8%、60歳から64歳が3.1%、65歳以上が8.2%をそれぞれ占めていた。2001年における人口増加率は3.4%であった。

## 経済
オンライン翻訳プログラムとして、ダウンロード数のギネス世界記録をもつ「Babylon」を開発しているバビロン社 (Babylon Ltd.) は、オル・イェフダに本拠を置いている。

## 教育
2000年、オル・イェフダには14校の学校があり、生徒総数は 5,147人であった（うち、小学校が10校、生徒2,894人、中等学校が6校、生徒2,253人であった）。2001年には、12年次生の 55.7% が大学入学資格 (matriculation certificate) を得ていた。

## ギャラリー

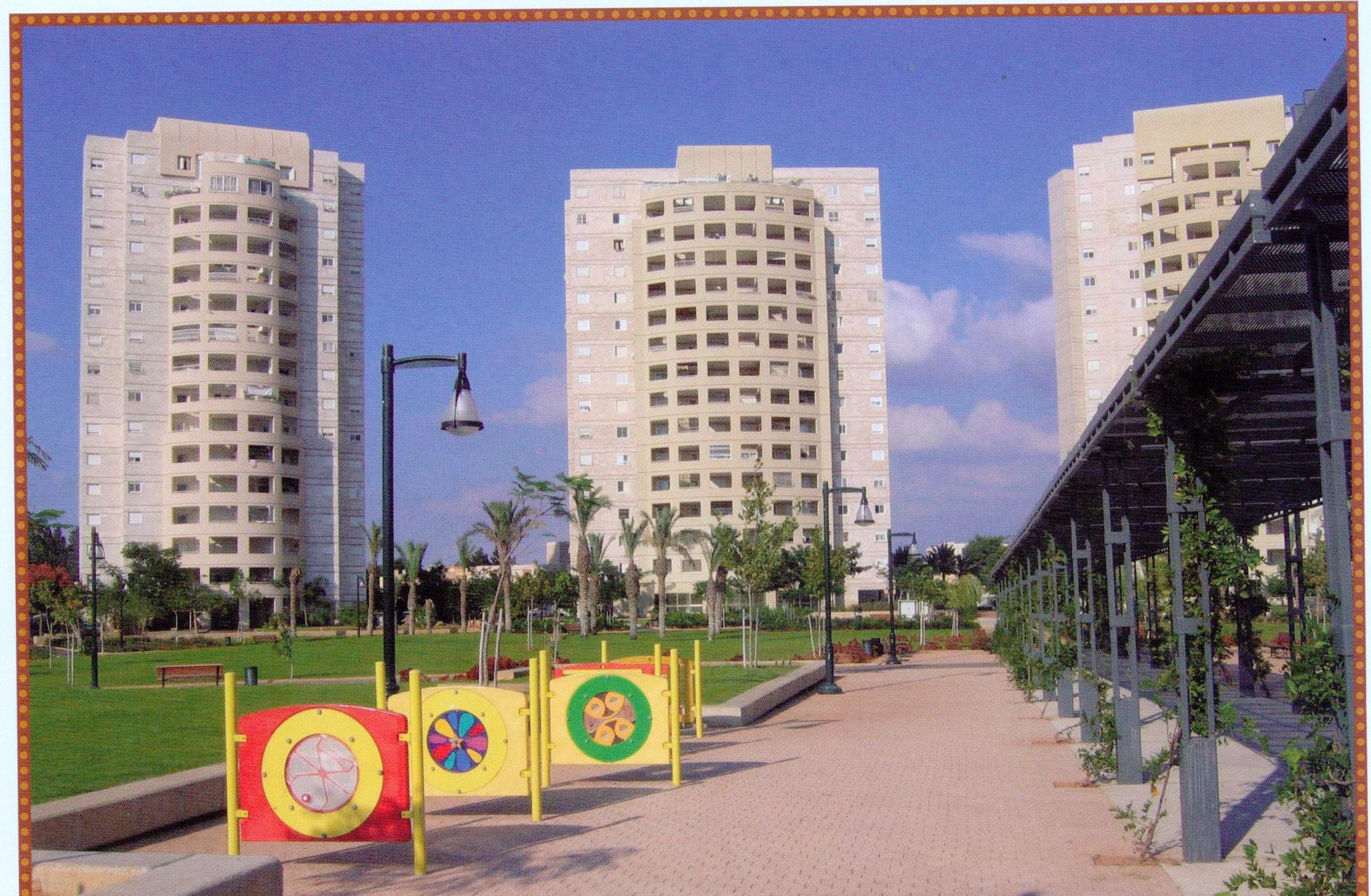
オル・イェフダの高層建築。
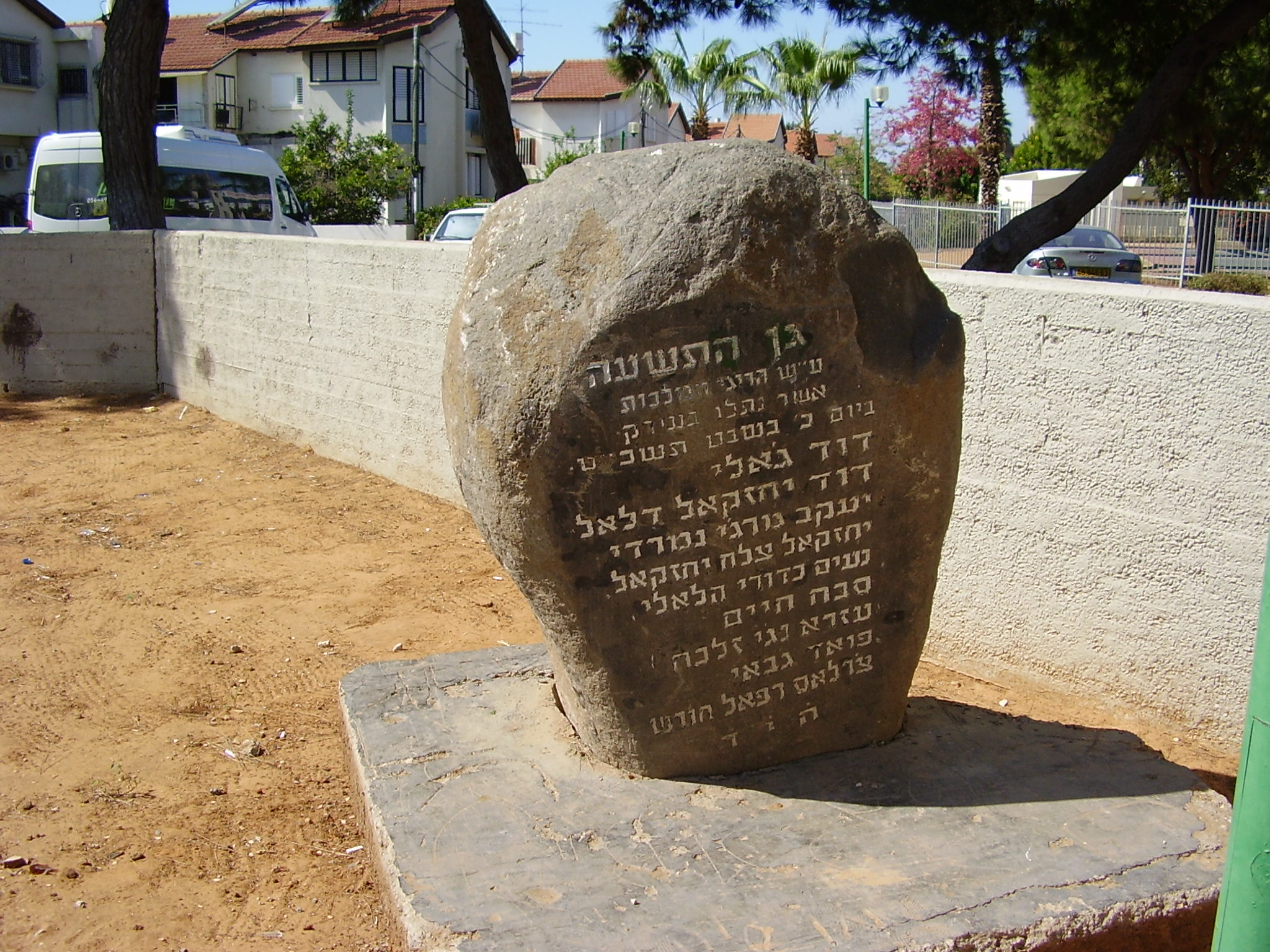
オル・イェフダにあるイラク人たちの記念碑。
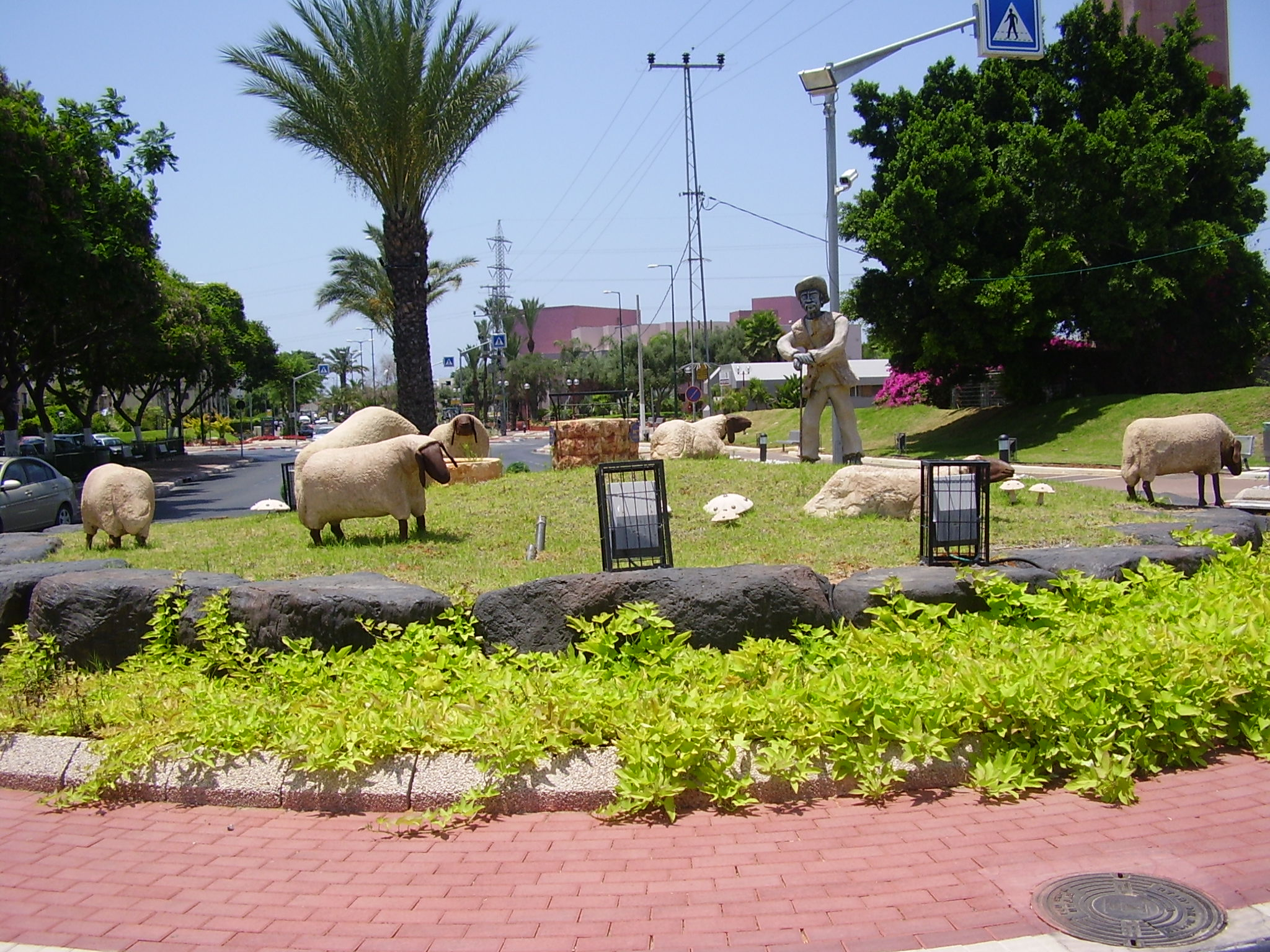
オル・イェフダにあるラウンドアバウト。
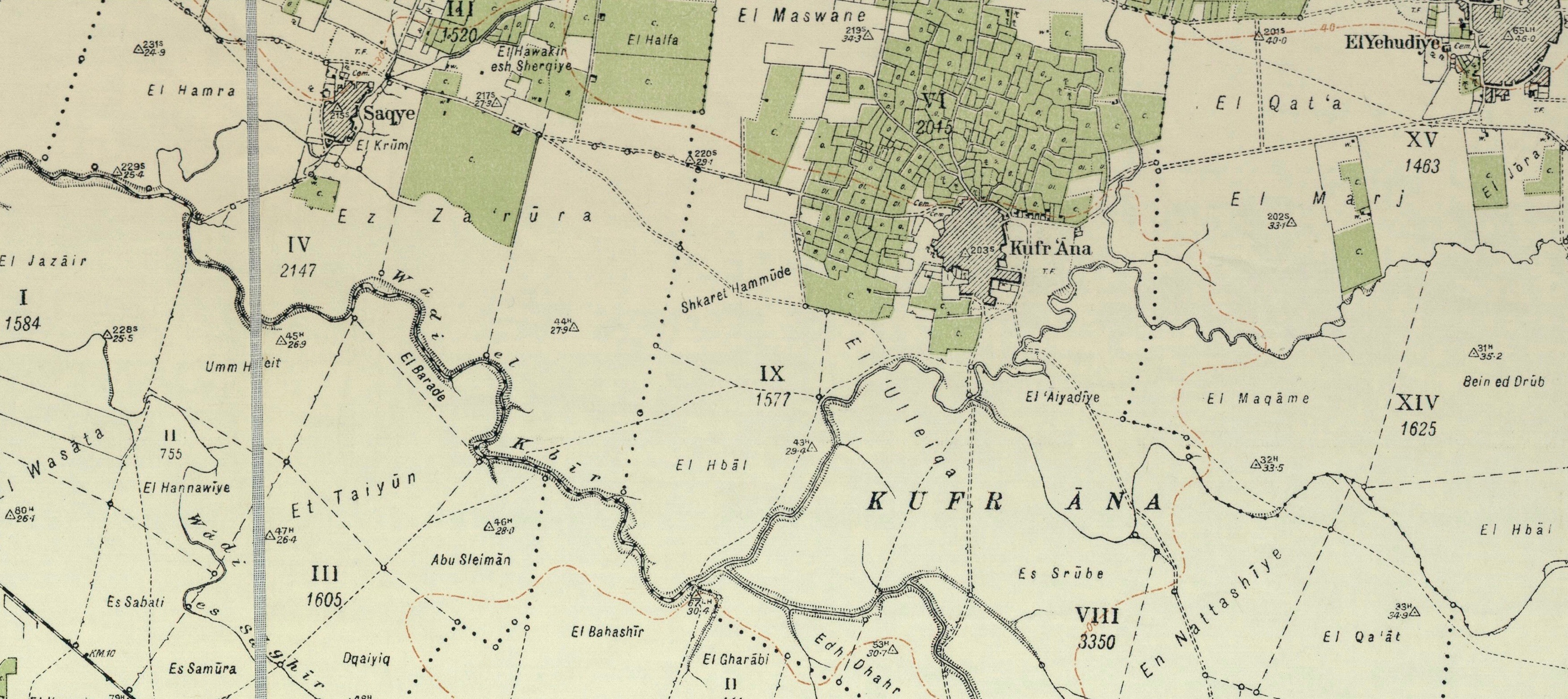
エル・イェフディエ (El Yehudiye) が上部右側に記された、1932年の 1:20,000 地図。

## 姉妹都市
オル・イェフダの姉妹都市：
- ベルリン市シャルロッテンブルク＝ヴィルマースドルフ区